# Heterostemma lobulatum
Heterostemma lobulatum är en oleanderväxtart som beskrevs av Y.H.Li och Konta. Heterostemma lobulatum ingår i släktet Heterostemma och familjen oleanderväxter. Inga underarter finns listade i Catalogue of Life.